# Pikmin Bloom
Pikmin Bloom é um jogo para celular de realidade aumentada de 2021 da série Pikmin que recompensa os jogadores por passarem tempo ao ar livre. Os movimentos do jogador no mundo real são recompensados no jogo com itens que o jogador pode usar nas criaturas Pikmin. Desenvolvido pela Niantic em colaboração com a Nintendo, o jogo começou seu lançamento mundial no final de outubro de 2021.

## Jogabilidade
Pikmin Bloom é um jogo de realidade aumentada para celular da série Pikmin . O jogo recompensa os jogadores por vagarem e passarem tempo fora, convertendo os passos físicos do jogador em recompensas que podem crescer ou alimentar criaturas Pikmin.  Conforme o jogador anda, eles são representados no jogo caminhando ao lado de Pikmin, criando uma trilha de flores desabrochando no mapa do jogo. O Pikmin também pode encontrar itens. Os itens do jogo incluem frutas e fantasias de Pikmin. Os Pikmin criam flores em suas cabeças quando alimentados, que por sua vez podem ser usadas para plantar mais flores no mapa do jogo.  Ao explorar, os jogadores podem encontrar e coletar flores de diferentes pigmentos específicos para um local. Existem eventos multijogador planejados e colaborativos envolvendo grandes flores. 
O jogo é gratuito. Como Pokémon Go, do mesmo desenvolvedor de jogos, o jogador pode usar dinheiro do mundo real para comprar moedas no jogo para impulsionar o progresso do jogador. 
Um recurso de câmera permite que o jogador tire fotos com Pikmin sobreposto. O jogo tem um componente de registro vitalício que incentiva o jogador a fazer e legendar fotos para entradas diárias no calendário. O aplicativo Pikmin Bloom também se integra com Apple Health e Google Fit para contar etapas. Não possui integração com smartwatch. 
A desenvolvedora de jogos para celular de realidade aumentada Niantic desenvolveu o Pikmin Bloom em colaboração com a Nintendo.  Foi anunciado pela primeira vez em 2021. 
O jogo começou seu lançamento global na Austrália e Cingapura em 26 de outubro de 2021. 
Niantic planejou parcerias de localização de varejo.

## Recepção
Os primeiros revisores compararam o Pikmin Bloom a uma experiência de fitness gamificada, semelhante a aplicativos de fitness que convertem passos diários dados em moedas e minijogos. 

## Leitura suplementar
- Phillips, Tom (26 de outubro de 2021). «Nintendo and Niantic's Pikmin Bloom is a mix of gardening, scavenging, scrapbooking and Pokémon». Eurogamer (em inglês). Consultado em 27 de outubro de 2021
- Webster, Andrew (26 de outubro de 2021). «Niantic's Pikmin Bloom is rolling out globally starting today». The Verge (em inglês). Consultado em 27 de outubro de 2021
- Webster, Andrew (26 de outubro de 2021). «Pikmin Bloom hands-on: a cute app that tries to make walking a little more magical». The Verge (em inglês). Consultado em 27 de outubro de 2021